# Scholtz János
Scholtz János, Ján Scholtz (Lőcse, 1760. május 5. – Mátéfalva, 1827. július 13.) evangélikus lelkész.

## Élete
A gimnáziumot Gömörpanyiton, Lőcsén és Pozsonyban végezte; azután nevelő volt a Jony, Boronkay, Liedemann és Kochmeister családoknál. 1783-tól 1785-ig a jénai egyetemen tanult. Hazájába visszatérve Mátéfalván (Szepes megye) 1786. május 14-én lelkésznek választották, ahol 40 évi szolgálat után szélütést szenvedett és 1827. július 13-án meghalt.

## Munkái
- Gesänge welche von der evangelischen Gemeine in der königl. Kron- und XVI. Stadt Mattheocz, bey der Einweihung ihres neuerrichteten Bethauses abgesungen wurden... im Jahr. 1787. den 4. Nov. Leutschau.
- Predigten zum Beschluss des Gottesdienstes im alten u. bei Eröffnung deselbenim neuen Bethause vor der Evangelischen Gemeine in der XVI. Stadt Mattsdorf gehalten von ihrem Prediger... im Jahr 1787. Uo. 1788.

### Kézirati munkái
- Kirchliche Nachrichten von den ev. Zipser Gemeinden, besonders in den XIII. Städten, aus echten Urkunden gesammelt... 1810., 1812., 1814., 1819. öt 4rét kötet;
- Biographische Nachrichten von den ev. Predigern in der ehemaligen Fraternität der XXIV Pfarrherrn in der Zips, zusammengetragen... két kötet (Ezen két munkát a XIII városi senioratus 1828-ban megvette a szerző özvegyétől Roxer Zsuzsannától 200 váltó forintért és levéltárában helyezte el.);
- Geschichte des Zehendsprocesses der Gemeinden Matheocz, Michelsdorf und Grosschlagendorf (a mateóczi evang. község tulajdona).